# Hlístounovití
Hlístounovití (Regalecidae) je čeleď extrémně dlouhých pelagických ryb. Hlístoun červenohřívý dosahuje délky až 8 metrů, což představuje vůbec nejdelšího zástupce kostnatých ryb. Hlístounovití mají kosmopolitní rozšíření, jejich populace je však patrně nepočetná.

## Popis
Hřbetní ploutev začíná již v oblasti nad očima a táhne se po celé délce těla. Tato ploutev mívá 260–412 kostěných paprsků, z nichž prvních cca 10–13 paprsků bývá prodlouženo se sytě červeným zbarvením, takže připomínají jakousi korunku. Podobně silně prodloužené jsou i břišní ploutve, které jsou redukovány na 1–5 dlouhých paprsků. Řitní ploutev úplně chybí. Oči jsou malé. Nemají zuby ani plynový měchýř. Počet obratlů bývá kolem 143–170. Hlístouni mají silně protáhlé tělo dorůstající délky až 8 metrů. Hlístoun červenohřívý je dokonce nejdelší kostnatou rybou na světě a je zapsán v Guinnessově knize rekordů coby nejdelší zástupce kostnatých ryb.

## Ekologie
O ekologii hlístounů je známo jen minimum informací, jelikož živé exempláře jsou pozorovány lidmi jen velmi vzácně. První videozáznam hlístounů byl pořízen teprve v roce 2001. Plavou vertikálně s hlavou nahoře za vlnícího pohybu hřbetní ploutve podobně jako úhoři. Badatelé z Nového Zélandu při jedné příležitosti zaznamenali, že hlístoun vydával elektrické výboje.
Živí se drobnými mořskými živočichy jako jsou korýši (např. krunýřovky), menšími rybami a hlavonožci. Hlístouni jsou rozšíření v hlubokých vodách všech oceánů včetně Středozemního moře. Typicky se vyskytují v mezopelagické zóně (200–1 000 m pod hladinou moře), nicméně patrně mohou žít až v hloubkách 1 600 m. Podle studie zkoumající parazity hlístounů patří k jejich predátorům patrně žralok mako nebo vorvaň obrovský.

## Vztah klidem

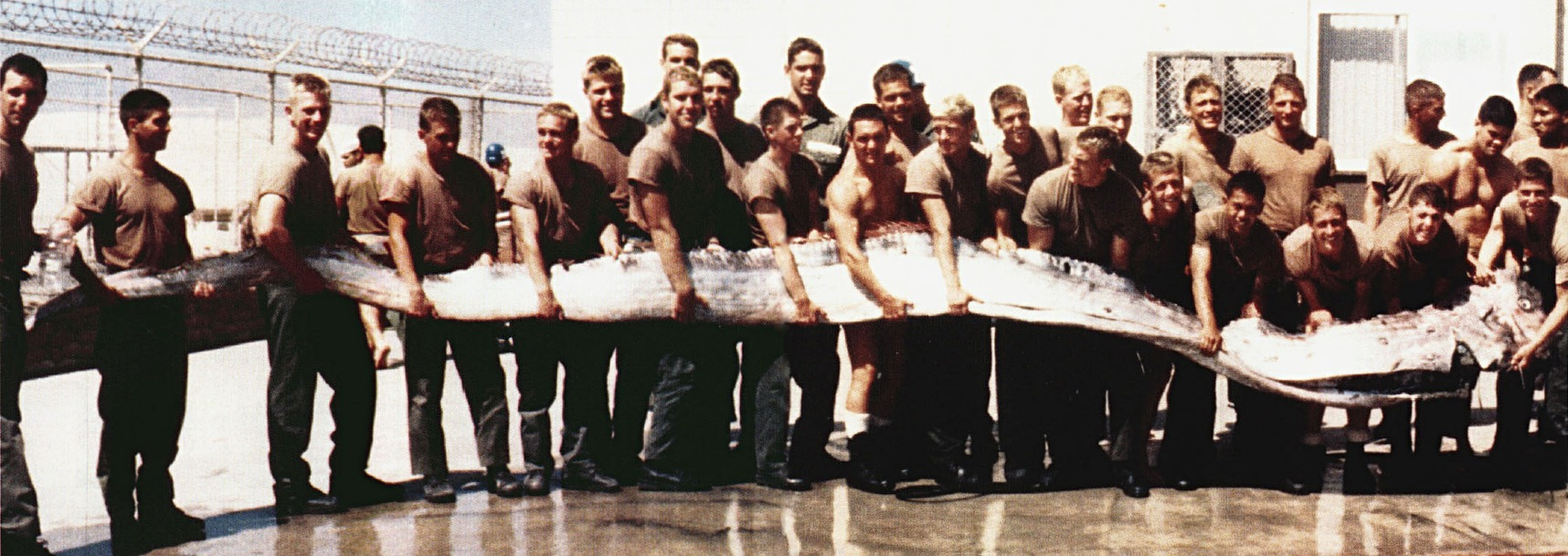
Příslušníci Navy SEALs držící obřího hlístouna, který byl v září 1966 vyplaven poblíž kalifornského San Diega

Hlístouni se komerčně neloví, protože žijí ve velmi hlubokých vodách a jejich maso je málo chutné až nepoživatelné. I když se na ně rybáři nezaměřují, občas bývají chyceni jako nechtěné úlovky. Vyplavení mrtví jedinci přitahují poměrně značnou mediální pozornost.

## Systematika
K prvnímu popisu hlístouna došlo v roce 1772. Jednalo se o hlístouna červenohřívého (R. glesne) a o jeho popis se zasloužil norský biolog Peter Ascanius. Název čeledi Regalecidae je odvozen z latinského regalis neboli královský. V rámci čeledi se rozeznávají dva rody s následujícími druhy:
- rod Agrostichthys (hlístoun)
  - hlístoun stříbřitý, Agrostichthys parkeri
- rod Regalecus (hlístoun)
  - hlístoun červenohřívý, Regalecus glesne
  - hlístoun Russellův, Regalecus russelii

Někdy se ještě uvádí hlístoun mexický (R. kinoi ), jedná se nicméně o synonymum k R. russellii.